# Blauwe Pluim
De Blauwe Pluim, (Chinees: "Lan Ling"), was een onderscheiding van de Chinese Keizers.  
De Blauwe Pluim werd toegekend aan verdienstelijke militairen in de Keizerlijke Garde en ambtenaren beneden de zesde rang in de streng georganiseerde ambtelijke hiërarchie van de Chinese staat. Verwant aan de Blauwe Pluim was de meer exclusieve pauwenveer die in drie klassen, met één, twee of drie ogen, op de hoed mocht worden gedragen.